# Взрывы в Колрейне
Взрывы в Колрейне (англ. Coleraine bombings, ирл. Buamáil Chúil Raithin) прогремели 12 июня 1973 года в городе Колрейн графства Лондондерри Северной Ирландии. В три часа дня на Рэйлвэй-роуд (англ. Railway Road) взорвалась бомба, в результате которой погибли 6 человек (все — протестанты) и были ранены 33 (многие стали инвалидами), а спустя пять минут взорвалась ещё одна бомба на Ганновер-Плэйс, которая не причинила никому ущерба, но вызвала панику. Ответственность за взрывы на себя взяло «временное крыло» ИРА, члены которого отправляли предупреждения о заложенных бомбах, но сообщили, что назвали неверное местонахождение первой бомбы. После теракта обострилось противостояние католиков и протестантов в Северной Ирландии, что вылилось в серию убийств на почве религиозной ненависти. Так, 26 июня того же года были убиты сенатор Падди Уилсон и Ирэн Эндрюс, в убийстве которых виновным был признан член Шинн Фейн Шон Макглинчи, брат бывшего начальника штаба Ирландской национальной освободительной армии Доминика Макглинчи, приговорённый к 18 годам лишения свободы. Уже после своего освобождения в 2011 году он был избран главой городского совета Лимавади. Информация о теракте замалчивалась в СМИ: академик Гордон Джиллеспай в своей книге «Годы тьмы: Воспоминания о смутных временах» (англ. Years of Darkness: The Troubles Remembered) назвал взрывы «забытой резнёй».

## Взрывы
12 июня 1973 года два автомобиля были угнаны боевиками отряда активной службы Бригады Южного Дерри ИРА из южной части графства Лондондерри. Их напичкали взрывчаткой и доставили в протестантский город Колрейн, припарковав один на Рэйлвэй-роуд и второй на Ганновер-плэйс (англ. Hanover Place). В 14:30 были совершены два телефонных звонка, в которых утверждалось, что одна бомба заложена на Ганновер-плэйс, а вторая — на Сосайти-стрит (англ. Society Street), но информация о второй бомбе оказалась недостоверной. Примерно в 15:00 стоявший на Рэйлвэй-роуд Ford Cortina с бомбой мощностью от 45 до 68 кг взлетел на воздух, и от ударной волны погибли мгновенно шесть человек и были ранены 33 человека (среди последних было очень много школьников). Жертвами стали шесть пенсионеров-протестантов — 76-летняя Элизабет Крэгмайл, 72-летний Роберт Скотт, 72-летняя Дина Кэмпбелл, 70-летний Фрэнсис Кэмпбелл, 60-летняя Нэн Дэвис и 60-летняя Элизабет Палмер. Кэмпбеллы, их дочь Хилари и Крэгмайл прогуливались в тот день и собирались ехать домой в Белфаст. Они стояли рядом с заминированной машиной в момент взрыва: тела некоторых погибших были разорваны, а Хилари Кэмпбелл осталась калекой. Многие из пострадавших остались инвалидами пожизненно.
Бомба оставила глубокий кратер на дороге, а в результате взрыва загорелся винный магазин и ещё несколько зданий были серьёзно повреждены. Останки человеческих тел и детали автомобиля разлетелись по округе, смешавшись с осколками бетона и черепицы, а на земле лежали осколки выбитых взрывом стёкол. Спасатели, прибывшие на место происшествия, были в состоянии «крайнего потрясения», как и вся находившаяся рядом толпа свидетелей, пребывавшая в «серьёзном шоке». Спустя пять минут на Ганновер-плэйс, близ Стюартс-Гэрэдж (англ. Stuart's Garage) взорвалась вторая бомба, от взрыва которой никто не пострадал, но при этом в городе усилилась паника. Один из бывших членов Совета Северной Ирландии Дэвид Гилмор (англ. David Gilmour), который занимался политическими исследованиями под руководством Джорджа Робинсона, был одним из свидетелей взрыва. 10-летний Дэвид и его мать сидели в автомобиле, припаркованном напротив заминированного Ford Cortina. В момент взрыва между обеими машинами проехал третий автомобиль, который заслонил Гилмора и его мать как щит и принял на себя всю мощь ударной волны, хотя и сам автомобиль, где сидели Гилморы, был серьёзно повреждён. По воспоминаниям Гилмора, после взрыва в его глазах потемнело и стало «намного темнее чёрного, а черноту разрезали оранжевые проблески». Позже было установлено, что оранжевыми проблесками, скорее всего, были металлические осколки от разлетевшейся машины или остатков бомбы. Сразу же после взрыва воцарилась «мёртвая тишина», которую разорвали крики и плач пострадавших, корчившихся в агонии.
Ответственность за теракт взяло на себя «Временное» крыло Ирландской республиканской армии, представители которого заявили, что звонили в спецслужбы и предупреждали о заложенной бомбе, но по ошибке назвали не тот адрес. Противоположной версии об организаторах придерживается Гордон Гиллеспи (англ. Gordon Gillespie), который утверждал, что никакого звонка о местоположении первой бомбы не было, вследствие чего пошли слухи о том, что злоумышленники специально хотели дождаться максимального скопления людей на Рэйлвэй-роуд и взорвать бомбу, чтобы жертв было как можно больше. Более того, число жертв могло быть больше, если бы бомба сработала на 15 минут позже, поскольку в это время по улице проходили девочки, учившиеся в школе неподалёку. Установивший бомбу Шон Макглинчи утверждал, что вынужден был припарковать автомобиль на Рэйлвэй-роуд: по его утверждению, когда он приехал в Колрейн, то узнал, что на улице ввели одностороннее движение, о чём его руководство не знало. Таймер бомбы уже к тому моменту был запущен, и Макглинчи констатировал, что оказался «не в то время и не в том месте на дороге с односторонним движением».

## Месть лоялистов
Поскольку все погибшие был протестантами, сторонники лоялистов в ответ на теракт запустили волну насилия. В мае или июне 1973 года Ассоциация обороны Ольстера в связи с опасениями попасть под запрет со стороны правительства приняла решение: во всех заявлениях, в которых Ассоциация будет брать на себя ответственность за нападения и теракты, они будут называть себя «Ольстерские борцы за свободу» (англ. Ulster Freedom Fighters). Последовавшие после теракта в Колрейне атаки воспринимались как акт мести за гибель протестантов, а объектами нападения были католики, подозревавшиеся в сочувствии ИРА. Уже через четыре дня новое руководство ольстерской организации собралось в Белфасте и отдало приказ уничтожить хотя бы одного католика в знак мести. Одним из исполнителей был Джим Лайт, который поведал британскому журналисту Питеру Тейлору, что испытывал чувство горечи, когда узнал о гибели пенсионеров:

Они наверняка всю жизнь трудились и теперь отдыхали, наслаждаясь жизнью. Когда они шли домой, их внезапно разорвало на куски
Оригинальный текст (англ.)They'd probably spent all their lives doing their day's work and were on an outing enjoying themselves. They were coming home and were blown to bits.

Лайт и его сообщники прибыли в Андерсонтаун, район на западе Белфаста, где жили католики. Их жертвой стал 17-летний Дэниэл Роуз (англ. Daniel Rouse), который к ИРА не имел никакого отношения. Его похитили средь бела дня, бросили в машину и вывезли в поле, после чего Лайт прострелил ему голову. На следующий день у Коррс-Корнер недалеко от дороги Белфаст — Ларн было найдено тело 25-летнего Джозефа Келли (англ. Joseph Kelly). Члены «Борцов за свободу Ольстера» позвонили в редакцию белфастской газеты и сказали, что по пути в Ларн застрелили сообщника ИРА, дважды выстрелив ему в голову и один раз в спину. Как оказалось, убийство Келли было связано не с терактом в Колрейне, а с гибелью Майкла Уилсона, родственника лидера Ассоциации обороны Ольстера Томми Херрона — Уилсона якобы убили ирландские повстанцы.
18 июня в бар «Митинг он зе Уотерс» (англ. Meeting of the Waters) на Мэнор-стрит в Северном Белфасте была брошена граната, которую швырнул кто-то из лоялистов, сидевший в автомобиле. Один человек был серьёзно ранен в результате взрыва, а объект для атаки был выбран как место скопления католиков и республиканцев. Наконец, 26 июня ольстерцы совершили двойное убийство, потрясшее Северную Ирландию своей жестокостью: член Сената Северной Ирландии католик Падди Уилсон и его подруга, протестантка Ирэн Эндрюс, были зарезаны неизвестными. Расчленённые трупы были обнаружены в канаве около Хайтаун-роуд близ Кэйвхилла, а наводку дал в телефонном звонке некто, представившийся как «Капитан Блэк». Убийцей был признан один из основателей «Ольстерских борцов за свободу» Джон Уайт.

## Суд и последствия
Перед судом предстали трое человек: 22-летняя девушка и двое мужчин (18-летний Шон Макглинчи, младший брат бывшего командира ИНОА Доминика Макглинчи, и его 19-летний сообщник). Близ здания суда 6 июля 1973 на них набросилась толпа разъярённых прохожих численностью 150 человек, которая закидала их яйцами. В январе 1974 года девушку оправдали, а мужчин отправили в тюрьму: 18 лет тюрьмы получил Макглинчи за убийство шести человек, 8 лет получил его сообщник за соучастие. Наказание Макглинчи отбывал в тюрьме Мэйз.
В 2011 году состоявший в Шинн Фейн Макглинчи-младший был избран мэром города Лимавади. Неоднократно он повторял потом, что сожалеет о случившемся:

За то, что произошло, отвечаю я, эти действия совершил я. Если бы я знал, что погибнут невинные, я бы не поступил так никогда. Я сожалею о смертях и принёс свои извинения.
Оригинальный текст (англ.)What happened is my responsibility, those were my actions. If I had known innocent people would be killed I would never have done it. I regret the deaths and I have apologised.

После своего избрания он встретился с Джин Джефферсон, племянницей одной из погибших (её отец остался инвалидом после трагедии). По её словам, Макглинчи произвёл на неё особенное впечатление, поскольку, по её словам, «в возрасте 18 лет сделал неправильный выбор и сейчас тратит все свои жизненные силы на то, чтобы вернуться в общество, а не отдалиться от него».